# دوره سیزدهم مجلس شورای ملی
دوره سیزدهم مجلس شورای ملی در ۲۲ آبان ۱۳۲۰ (۲۳ شوال ۱۳۶۰ ه‍.ق) بازگشایی شد و در ۱ آذر ۱۳۲۲ (۲۴ ذیقعده ۱۳۶۲ ه‍.ق) به پایان رسید. نخستین جلسهٔ رسمی این دورهٔ مجلس نیز در روز ۲۲ آبان ۱۳۲۰ برگزار شد.
ریاست مجلس سیزدهم در دست محتشم‌السلطنه بود. ۱۳۵ نماینده به مجلس راه یافتند و نمایندهٔ مهاباد تعیین نشد. در دورهٔ سیزدهم، هشت کرسی مجلس به دلیل استعفای نمایندگان یا فوت آن‌ها خالی شد. در این دوره، حدود ۱۴۰ قانون به تصویب رسید.

## رخدادهای مهم

### کابینه
- ۲۳ آذر ۱۳۲۰: کابینه ششم فروغی
- زمستان ۱۳۲۰: استیضاح وزیر دارایی دولت فروغی
- ۱۸ اسفند ۱۳۲۰: کابینه نخست سهیلی
- ۲۲ مرداد ۱۳۲۱: کابینه پنجم قوام
- ۱ بهمن ۱۳۲۱: ترمیم کابینه قوام
- ۲۸ بهمن ۱۳۲۱: کابینه دوم سهیلی

### سایر رخدادها
- ۳۰ مهر ۱۳۲۱: تصویب قانون اجازه تأسیس وزارت خواروبار
- ۲۱ آبان ۱۳۲۱: تصویب لایحه استخدام مستشاران آمریکایی
- ۲۶ آبان ۱۳۲۱: مخالفت با لایحه تقاضای اختیارات تام قوام
- ۳ دی ۱۳۲۱: تصویب قانون اصلاح مطبوعات
- ۱۷ دی ۱۳۲۱: تصویب قانون حفظ و احداث جنگل‌ها
- ۱۳ اردیبهشت ۱۳۲۲: تصویب لایحه اعطای اختیارات ویژه میلسپو
- ۱۷ شهریور ۱۳۲۲: تصویب اعلام جنگ به آلمان

## فراکسیون‌های مجلس
نمایندگان دورهٔ سیزدهم به‌تدریج در ۴ فراکسیون شکل گرفتند:
- فراکسیون اتحاد ملی
- فراکسیون میهن
- فراکسیون اتفاق
- فراکسیون عدالت